# Spilosoma ignivagans
Spilosoma ignivagans là một loài bướm đêm thuộc phân họ Arctiinae, họ Erebidae.